# 데이비드 젱킨스
데이비드 윌킨슨 젱킨스(영어: David Wilkinson Jenkins, 1936년 6월 29일 ~ )는 미국의 피겨 스케이팅 선수이다. 그는 1956년 올림픽과 1960년 올림픽 싱글 부문에 참가했고 각각 동메달과 금메달을 획득했다. 1956년에 그는 그의 형 헤이스 앨런 젱킨스에게 졌다. 1960년 올림픽 이후, 젱킨스는 1960년 세계 피겨 스케이팅 선수권 대회 출전을 거부했다.